# Caius Gracchus
Caius Sempronius Gracchus (Kr. e. 153 – Kr. e. 121) ókori római politikus.
Tiberius Sempronius Gracchus fivéreként született. Éppen olyan finom, hellén nevelésben részesült mint bátyja, akit nemcsak szónoki tehetségre, hanem politikai tudás, erősség, és szenvedély dolgában sokszorosan felülmúlt. Még mint ifjút beválasztották a földfelosztó bizottságba, amely működését bátyja megöletése (Kr. e. 133) után is még egy ideig folytatta. De az optimaták és a tribunusok egy része annyi akadályt gördítettek a bizottság elé, hogy annak működését végre a Numantiából hazatért Scipio Aemilianus Kr. e. 132-ben felfüggesztette. Caius nem helyeselte hírneves sógorának intézkedését, és éles ellentétbe helyezkedett vele. Amikor azután Scipiót ismeretlen tettes orozva megölte, némelyek Corneliát (anyósát), mások nejét (Semproniát) vagy magát Caiust gyanúsították a gyilkossággal. De a senatus nem kereste a tettest, és Caius pártja, a demokrata párt, szintén nem sürgette a vizsgálatot, mert attól tartott, hogy a néppárt ártatlan vezetőit is belekeverik a perbe. Caius és híveinek egy része azután a polgárjogért folyamodó szövetségeseknek fogta pártját, de célt nem értek, mert a senatus és a polgárság zöme a szövetségeseket nem támogatta, Caiust mint quaestort Szardínia szigetére küldte, a fellázadó Fregellaet pedig elrettentő példaként szigorúan megbüntette. Az optimaták még ennél is tovább mentek, és Caiusban keresték Fregellae felkelésének értelmi szerzőjét, a polgárság azonban felmentette e vád alól Caiust, aki ekkor azonban ellenfeleivel szemben elszánt lépésre határozta el magát.
Régóta égett lelke a vágytól, hogy bátyja gyilkosain megbosszulja magát, és hogy összetörje annak a romlott pártnak uralmát, amely Rómát a bukás szélére juttatta. Hasztalan igyekezett őt életéért remegő édesanyja a harctól visszatartani: Caius a Kr. e. 123-ban a néptribunátust megpályázta, és a néppárt lelkes támogatásával el is nyerte az állást. Elsősorban bátyjának ellenfeleit (M. Octaviust, P. Popiliust) fenyítette meg, és csak azután kezdte el törvényhozói munkásságát. Indítványai sorrendjéről nincs tiszta képünk. Először úgy látszik megújította a földfelosztó bizottságot, amint ez a bátyja-féle földtörvényében tervezve volt, azután benyújtotta a Lex frumentariát, amely szintén bátyja szellemében készült. Ennek értelmében az állami pénztár terhére olcsó gabonához akarta juttatni a népet. A Lex militaris által enyhítette a katonai szolgálat terhét, megszorította a vezénylő consulok büntető hatalmát és ingyen ruhával látta el a szolgálatra behívott polgárokat. Azután az elszegényedett polgárok számára gyarmatokat alapított (Capuában, Tarentumban és egyet, Colonia Junoniát, a tengeren túl, Kárthágó romjain), illetve műutakat és hidakat készíttetett, hogy a népet kenyérhez juttassa.
Miután még azt a törvényt is keresztülvitte, hogy két egymást követő évben is lehessen valaki népribunus, a Kr. e. 122. évre újból megválasztatta magát tribunussá. Ekkor pedig a lovagok osztályát és a szövetségeseket igyekezett a maga részére megnyerni, mert jól tudta, hogy ha csak a proletariusokra támaszkodnék, állása életével együtt kockán forogna. A Lex judiciaria értelmében a legtöbb fenyítő, különösen pedig a megvesztegetés és zsarolás miatt indított perben való bírói tisztet a senatustól elvette, és a lovagokra ruházta mint esküdtekre (Lex Acilia repetundarum). Ezzel a pénzarisztokráciát a születési és curulisi nemesség versenytársává tette. Asia tartomány összes adóit a lovagoknak bérbe adta, akik így valóságos aranybánya birtokába jutottak. Végül pedig a De civitate sociis danda törvényjavaslatban azt indítványozta, hogy a latinusoknak adassék meg a teljes polgárjog, a többi szövetségesnek pedig az italiai jog, és ezzel a szövetségeseket is táborába csalogatta. Tehát hármas támaszról gondoskodva, a senatus hatalmának megtörésére készült. Vajon azonban a senatus helyébe életfogytiglani tribunatus alakjában a saját uralmát akarta-e odaállítani, arról életének fő forrása, Appianosz történetíró semmit sem sem tud. Az tény, hogy ekkor már közte és a senatus között késhegyre menő harcra került sor.
Amikor a senatus észrevette, hogy még Gracchus saját pártjának a zöme sem helyesli a polgárjog és az azzal karöltve járó előnyök kiterjesztését, maga is a demagógia terére lépett, és M. Livius Drusus néptribunus által sokkal többet ígért a népnek mint Caius, őt magát pedig a Colonia junonia gyarmat berendezésének ürügye alatt Rómából eltávolította. A nép ráment elhitte a hazugságot és megszavazta a Livius-féle törvényeket, amikor pedig Caius hosszabb távollét után Africából visszatért és harmadszor pályázott a néptribunatusért, a félrevezetett választók nem támogatták őt. Nemsokára újabb csapás érte: a Kr. e. 121. év consuljai, elsősorban L. Opimius, el volt határozva, hogy a nemesség ellenségét az első kínálkozó alkalommal láb alól elteszi. Ezért hivatalba lépése után azonnal arra vette rá a senatust, hogy a carthagói gyarmatot beszüntesse. Az efölötti szavazás napján Caius és hívei megjelentek a Capitoliumon, és bár Caius kerülni igyekezett minden erőszakot, pártja és a törvényszéki szolgák között dulakodásra került a dolog, melyben egy Caiust szidalmazó szolgát megöltek. L. Opimius erre rögtön intézkedett, hogy – mint mondta – a köztársasági alkotmány megbuktatására irányuló felkelést fegyveres kézzel elnyomja. Másnap a consul és a senatorok clienseikkel és rabszolgáikkal fegyveresen megrohanták az Aventinust, a hol Caius, és barátja M. Fulvius Flaccus néhány száz párthívével együtt gyülekezett. A támadók könnyű szerrel végeztek a néppártiakkal. Előbb M. Flaccust ölték meg, majd a Tiberisen át menekülő Caiust vették üldözőbe. A túlsó parton Furina berekben találták meg Caiusnak és hű rabszolgájának tetemét. Úgy látszik, a szolga Caius parancsára előbb őt, majd saját magát ölte meg. Egy L. Septimulejus nevű polgár Caius fejét levágta és áthozta a senatusnak, amely a Caius fejére kitűzött nagy vérdíjat ki is fizette neki. Ezt követően Caius hívei közül vagy 3000-et kivégeztek, Caius emlékét pedig elátkozták és intézkedéseit eltörölték.
Életéről a következő történetírók számolnak be:
- Plutarkhosz (Plut. C. Gracch.)
- Appianosz (App. b. c. 1, 21 skk.)
- Livius (Liv. ep. 59-61.)
- Velleius Paterculus (Vell. Pat. 2, 6.)
- Orosius (Oros. 5, 12.)
- Florus (Flor. 3, 15.)